# Формула-Россия в сезоне 2014

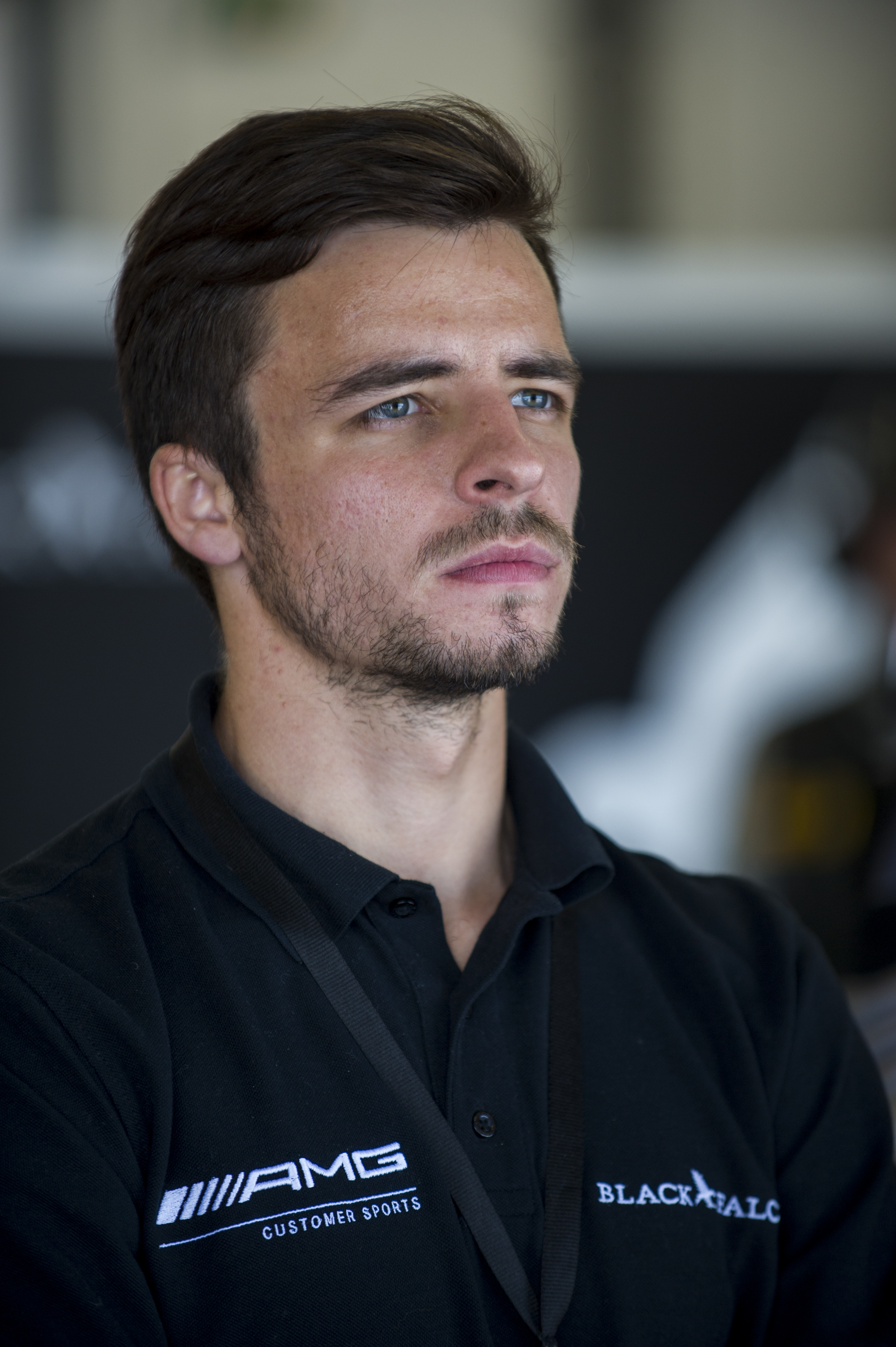
Михаил Лобода стал чемпионом по итогам 2014 года

Сезон 2014 Формулы Россия стал третьим в истории данной гоночной серии. Календарь состоял из восьми этапов: начался сезон на трассе «Казань-Ринг» 8 мая, а завершился на новом «Автодроме Сочи» 23 ноября. Из-за дождя не удалось провести запланированную на воскресенье 22 июня вторую гонку второго этапа на трассе «Нижегородское кольцо» и организаторы приняли решение провести гонку позже в рамках четвёртого этапа на трассе «Казань-Ринг». Во время каждого из этапов проводились две гонки.
Гонки в Казани входили в зачёт открытого чемпионата Татарстана по автомобильным кольцевым гонкам в классе Формула-3, этапы в Нижнем Новогороде и Подмосковье — в открытый чемпионат Москвы.
Победителем серии стал Михаил Лобода, а предыдущий победитель – Станислав Бурмистров закончил сезон третьим.

## Команды и пилоты
| Команда                 | No. | Гонщик               | Город        | Этапы     |
| ----------------------- | --- | -------------------- | ------------ | --------- |
| ЗИЛ/АЗС ТРАССА          | 1   | Станислав Бурмистров | Долгопрудный | Все       |
| ЗИЛ/АЗС ТРАССА          | 20  | Игорь Яворовский     | Москва       | Все       |
| Мособлбанк              | 7   | Михаил Лобода        | Москва       | Все       |
| Мособлбанк              | 22  | Юрий Лобода          | Москва       | Все       |
| Astana Мotorsports      | 46  | Любовь Андреева      | Алма-Ата     | 1,3-5,7-8 |
| SPSR Formula Team       | 61  | Юрий Григоренко      | Москва       | 3-8       |
| SPSR Formula Team       | 21  | Иван Екельчик        | Москва       | 3         |
| SPSR Formula Team       | 3   | Станислав Сафронов   | Коломна      | 3-8       |
| АНО «Формула-чемпионат» | 48  | Алексей Рязанов      | Липецк       | 1-3       |
| АНО «Формула-чемпионат» | 14  | Денис Корнеев        | Москва       | 3         |
| АНО «Формула-чемпионат» | 69  | Владимирос Джорджис  | Никосия      | 3,5       |
| АНО «Формула-чемпионат» | 5   | Кирилл Королевский   | Липецк       | 2,3       |
| АНО «Формула-чемпионат» | 80  | Иван Чубаров         | Москва       | 8         |
| АНО «Формула-чемпионат» | 16  | Мурат Валиуллин      | Москва       | 5         |

## Календарь и результаты
Второй этап прошёл совместно с российской гоночной серией РСКГ, третий — с DTM, Европейской Формулой-3 и кубком Volkswagen Scirocco, первый и четвёртый — с Открытым чемпионатом Татарстана по кольцевым гонкам, пятый — с российским чемпионатом по дрифту RDS.
| Этап | Этап | Трасса               | Дата       | Поул-позиция         | Лучший круг          | Победитель           | Команда           |
| ---- | ---- | -------------------- | ---------- | -------------------- | -------------------- | -------------------- | ----------------- |
| 1    | Г1   | Казань Ринг          | 10 мая     | Михаил Лобода        | Станислав Бурмистров | Станислав Бурмистров | ЗИЛ/АЗС ТРАССА    |
| 1    | Г2   | Казань Ринг          | 11 мая     | Михаил Лобода        | Михаил Лобода        | Михаил Лобода        | Мособлбанк        |
| 2    | Г1   | Нижегородское Кольцо | 22 июня    | Станислав Бурмистров | Михаил Лобода        | Михаил Лобода        | Мособлбанк        |
| 2    | Г2   | Казань Ринг          | 27 июля    | Станислав Бурмистров | Станислав Бурмистров | Михаил Лобода        | Мособлбанк        |
| 3    | Г1   | Moscow Raceway       | 12 июля    | Денис Корнеев        | Денис Корнеев        | Денис Корнеев        | Личный зачёт      |
| 3    | Г2   | Moscow Raceway       | 13 июля    | Денис Корнеев        | Денис Корнеев        | Денис Корнеев        | Личный зачёт      |
| 4    | Г1   | Казань Ринг          | 26 июля    | Михаил Лобода        | Михаил Лобода        | Михаил Лобода        | Мособлбанк        |
| 4    | Г2   | Казань Ринг          | 27 июля    | Игорь Яворовский     | Игорь Яворовский     | Игорь Яворовский     | ЗИЛ/АЗС ТРАССА    |
| 5    | Г1   | Казань Ринг          | 8 августа  | Станислав Сафронов   | Михаил Лобода        | Михаил Лобода        | Мособлбанк        |
| 5    | Г2   | Казань Ринг          | 9 августа  | Станислав Бурмистров | Станислав Бурмистров | Михаил Лобода        | Мособлбанк        |
| 6    | Г1   | Смоленское Кольцо    | 23 августа | Станислав Сафронов   | Станислав Сафронов   | Юрий Григоренко      | SPSR Formula Team |
| 6    | Г2   | Смоленское Кольцо    | 24 августа | Станислав Сафронов   | Станислав Сафронов   | Станислав Сафронов   | SPSR Formula Team |
| 7    | Г1   | Moscow Raceway       | 3 октября  | Игорь Яворовский     | Михаил Лобода        | Игорь Яворовский     | ЗИЛ/АЗС ТРАССА    |
| 7    | Г2   | Moscow Raceway       | 3 октября  | Михаил Лобода        | Михаил Лобода        | Михаил Лобода        | Мособлбанк        |
| 8    | Г1   | Автодром Сочи        | 22 ноября  | Игорь Яворовский     | Станислав Сафронов   | Михаил Лобода        | Мособлбанк        |
| 8    | Г2   | Автодром Сочи        | 23 ноября  | Станислав Сафронов   | Михаил Лобода        | Михаил Лобода        | Мособлбанк        |

## Итоги сезона
При подсчёте очков не учитывались результаты трёх худших гонок.
Система подсчёта очков:
| Место на финише  | 1  | 2  | 3  | 4  | 5 | 6 | 7 | 8 | 9 | 10 | ПП | БК |
| ---------------- | -- | -- | -- | -- | - | - | - | - | - | -- | -- | -- |
| Количество очков | 20 | 15 | 12 | 10 | 8 | 5 | 4 | 3 | 2 | 1  | 1  | 1  |

| Легенда к таблице |                                                                    |
| --- | ------------------------------------------------------------------ |
| В таблице перечислены результаты всех гонок сезона. Строками таблицы являются гонщики или команды, столбцами — этапы соревнований. В каждой клетке указан результат, дополнительно обозначенный цветом. Расшифровка обозначений и цветов представлена в нижеследующей таблице. |                                                                    |
| \| Пример \| Описание \| \| ------------ \| ------------------------------------------------------------------ \| \| 1 \| Победитель \| \| 2 \| Второе место \| \| 3 \| Третье место \| \| 5 \| Финишировал, заработав очки \| \| Сход \| Не финишировал, но при этом заработал очки \| \| 12 \| Финишировал, не получив очков \| \| НКЛ \| Финишировал, но не попал в финальную классификацию \| \| 15 \| Участвовал вне зачёта, либо по отдельной классификации \| \| 18 \| Не финишировал, но попал в финальную классификацию \| \| Сход \| Не финишировал \| \| НКВ \| Не прошёл квалификацию \| \| НПКВ \| Не прошёл предквалификацию \| \| ДСК \| Дисквалифицирован \| \| ИСК \| Исключён из протокола соревнований \| \| ТТ \| Заявлен для участия только в тренировках \| \| НС \| Участвовал в квалификации, но не стартовал в гонке \| \| Т \| Травмирован или болен \| \| ОТК \| Отказ от участия \| \| НТР \| Прибыл на соревнования, но на трассу не выезжал \| \| НПР \| Был заявлен в числе участников, но не прибыл к началу соревнований \| \| О \| Соревнования отменены \| \| \| Не участвовал \| \| Поул-позиция \| \| \| Быстрый круг \| \| |                                                                    |
| Пример | Описание                                                           |
| 1 | Победитель                                                         |
| 2 | Второе место                                                       |
| 3 | Третье место                                                       |
| 5 | Финишировал, заработав очки                                        |
| Сход | Не финишировал, но при этом заработал очки                         |
| 12 | Финишировал, не получив очков                                      |
| НКЛ | Финишировал, но не попал в финальную классификацию                 |
| 15 | Участвовал вне зачёта, либо по отдельной классификации             |
| 18 | Не финишировал, но попал в финальную классификацию                 |
| Сход | Не финишировал                                                     |
| НКВ | Не прошёл квалификацию                                             |
| НПКВ | Не прошёл предквалификацию                                         |
| ДСК | Дисквалифицирован                                                  |
| ИСК | Исключён из протокола соревнований                                 |
| ТТ | Заявлен для участия только в тренировках                           |
| НС | Участвовал в квалификации, но не стартовал в гонке                 |
| Т | Травмирован или болен                                              |
| ОТК | Отказ от участия                                                   |
| НТР | Прибыл на соревнования, но на трассу не выезжал                    |
| НПР | Был заявлен в числе участников, но не прибыл к началу соревнований |
| О | Соревнования отменены                                              |
| | Не участвовал                                                      |
| Поул-позиция |                                                                    |
| Быстрый круг |                                                                    |

| Место | Гонщик               | КАЗ  | КАЗ | НИЖ | КАЗ* | МОС | МОС  | КАЗ  | КАЗ | КАЗ | КАЗ  | СМО  | СМО | МОС | МОС  | СОЧ  | СОЧ  | Очки |
| ----- | -------------------- | ---- | --- | --- | ---- | --- | ---- | ---- | --- | --- | ---- | ---- | --- | --- | ---- | ---- | ---- | ---- |
| 1     | Михаил Лобода        | Сход | 1   | 1   | 1    | 2   | 2    | 1    | 3   | 1   | 1    | 5    | 4   | 3   | 1    | 1    | 1    | 323  |
| 2     | Игорь Яворовский     | 2    | 2   | 2   | 3    | 4   | 3    | Сход | 1   | 3   | 3    | 4    | 3   | 1   | 2    | 4    | Сход | 237  |
| 3     | Станислав Бурмистров | 1    | 4   | 5   | 4    | 3   | Сход | 2    | 2   | 4   | 2    | 2    | 5   | 6   | 5    | 6    | 4    | 213  |
| 4     | Юрий Лобода          | 3    | 6   | 3   | 2    | 5   | 5    | Сход | 4   | 6   | Сход | 3    | 6   | 4   | 6    | 3    | 3    | 169  |
| 5     | Станислав Сафронов   |      |     |     | НКВ  | 11  | 6    | 3    | 6   | 2   | 4    | Сход | 1   | 2   | 4    | 2    | Сход | 141  |
| 6     | Юрий Григоренко      |      |     |     |      | 10  | 9    | 4    | 5   | 5   | 5    | 1    | 2   | 5   | 3    | Сход | 2    | 131  |
| 7     | Любовь Андреева      | 5    | 5   |     | НКВ  | ДСК | НКВ  | 5    | 7   | 9   | 8    |      |     | 7   | Сход | Сход | 5    | 58   |
| 8     | Денис Корнеев        |      |     |     |      | 1   | 1    |      |     |     |      |      |     |     |      |      |      | 54   |
| 9     | Алексей Рязанов      | 4    | 3   |     |      | 7   | 7    |      |     |     |      |      |     |     |      |      |      | 39   |
| 10    | Кирилл Королевский   |      |     | 4   | НС   | 6   | 4    |      |     |     |      |      |     |     |      |      |      | 32   |
| 11    | Владимирос Джорджис  |      |     |     |      | 9   | 8    |      |     | 7   | 6    |      |     |     |      |      |      | 20   |
| 12    | Иван Чубаров         |      |     |     |      |     |      |      |     |     |      |      |     |     |      | 5    | 6    | 18   |
| 13    | Мурат Валиуллин      |      |     |     |      |     |      |      |     | 8   | 7    |      |     |     |      |      |      | 10   |
| 14    | Иван Екельчик        |      |     |     |      | 8   | ДСК  |      |     |     |      |      |     |     |      |      |      | 4    |

## Ход сезона
В первом этапе приняли участие всего 6 гонщиков. Квалификацию выиграл Михаил Лобода, однако в самом начале гонки он не удержал свой болид на трассе и вылетел в гравийную ловушку, продолжить гонку ему не удалось. Станислав Бурмистров выиграл первую гонку с 15-секундным преимуществом, но во второй гонке первого этапа стартовавший с первой позиции Михаил Лобода уверенно шёл лидером на протяжении всей гонки и на финише выиграл у преследователей – Игоря Яворовского и Алексея Рязанова более девяти секунд. Юрий Лобода финишировал последним из-за поломки.
Второй этап прошёл на Нижегородском кольце при переменных погодных условиях. В пятничной тренировке Кирилл Королевский смог установить рекорд трассы (1:28.8), а в субботу на трассу обрушился ливень, но к квалификации гоночное полотно подсохло и действующий чемпион Станислав Бурмистров вновь побил рекорд трассы (1:28.578), завоевав поул-позицию. Первая гонка началась под дождём и организаторы решили дать старт за машиной безопасности. Через два круга заезд продолжился в боевом режиме. Бурмистров, лидируя, ошибся на пятом круге и ему пришлось прорываться вперёд с конца гоночного пелетона, но через 4 круга прорыв закончился неудачной попыткой атаки Юрия Лободы. Гонщики столкнулись, причём Бурмистров повредил элементы рулевого управления и смог проехать лишь обязательные для получения полных очков 75% гоночной дистанции. А гонку уверенно выиграл Михаил Лобода.
Из-за дождя организаторы отменили вторую гонку второго этапа и приняли решение провести этот заезд позже – в рамках четвёртого этапа на трассе «Казань Ринг» 27 июля.
Третий этап прошёл на трассе Moscow Raceway совместно с известной гоночной серией DTM, а также гонками поддержки этой серии – Чемпионатом Европы в классе Формулы-3 и кубком Volkswagen Scirocco. Заметно увеличилось количество участников. На этом этапе дебютировала команда SPSR Formula Team, представленная Юрием Григоренко и Иваном Екельчиком. Квалификацию, а также обе гонки выиграл дебютант Денис Корнеев. Михаил Лобода в обоих гонках финишировал вторым.
Братья Лобода возглавили протокол квалификации четвёртого этапа – Михаил взял поул, Юрий квалифицировался следом. Перед стартом первой гонки над Казань Рингом пролился дождь, но к началу гонки успел закончиться, тем не менее, гонщики приняли решение стартовать на дождевых шинах. На старте Юрий Лобода замешкался и пропустил нескольких соперников, а затем в борьбе с Сафроновым он допустил ошибку и вылетел с трассы. Чуть позже в гравийной ловушке закончил гонку Игорь Яворовский, который ошибся в погоне за лидером. В итоге на подиум поднялись два Станислава – Бурмистров и Сафронов, а гонку уверенно выиграл Михаил Лобода.
Игорь Яворовский в воскресной квалификации завоевал поул-позицию, а братья Лобода заработали лишь второй ряд стартового поля. Именно Яворовский в результате и выиграл гонку, отбив все атаки претендовавшего на победу Станислава Бурмистрова. Юрий и Михаил Лобода также активно вели между собой борьбу, в итоге только ближе к концу Михаил начал понемногу отрываться и финишировал на подиуме.
Вечером того же воскресенья гонщики провели гонку, перенесённую со второго этапа из-за дождя. Сафронов и Андреева смогли принять в ней участие вне зачёта, так как не были заявлены на второй этап, а Кирилл Королевский не явился в Казань и потому не стартовал. Главным героем гонки же стал Михаил Лобода. Он должен был стартовать со второй позиции, но заглох на прогревочном круге и принял старт с последнего места, но уже по ходу первого круга вышел на третье места. На протяжении всей гонки он обозначал атаки на шедшего вторым Бурмистрова, а тот, в свою очередь, пытался вернуть лидерство, которое в начале заезда у него отобрал Игорь Яворовский. На 17-м  круге Бурмистров пошёл в атаку на Яворовского, но в итоге их обоих прошёл Михаил Лобода, а спустя какое-то время дуэлянты столкнулись и оба сошли.
Пятый этап сезона проходил на трассе Казань-Ринг и являлся третьим и заключительным этапом Открытого Чемпионата Республики Татарстан по автомобильным кольцевым гонкам в классе «Формула-3». Заезды прошли в пятницу и субботу. В первой гонке Станислав Сафронов стартовал с поула, но не смог удержать позицию и гонку выиграл Михаил Лобода. Он же одержал победу и во второй гонке, завоевав звание Чемпиона Татарстана, Станислав Бурмистров финишировал вторым (в том числе и в итоговом зачёте Чемпионата Татарстана).
С 22 по 24 августа проходил шестой этап сезона на трассе Смоленское кольцо под Дорогобужем. В квалификации к первой гонке первую линию стартового поля завоевали пилоты команды SPSR Formula Станислав Сафронов и Юрий Григоренко. В самой гонке Григоренко вырвался вперёд и одержал победу, а Сафронов сошёл из-за технической неисправности. Во втором заезде Сафронов уверенно реализовал поул, Григоренко и Яворовский финишировали следом.
Предпоследний этап прошёл в первых числах октября на трассе Moscow Raceway, причём в экспериментальном формате – обе гонки были проведены в пятницу 3 октября. Кроме того, на этапе разыгрывался титул Чемпиона Москвы. В четверг вечером поул первой гонки завоевал Яворовский, следующим утром квалификацию ко второму заезду выиграл Михаил Лобода. Обе гонки прошли в борьбе, но в итоге победы одержали гонщики, стартовавшие с первых позиций.
Финал сезона состоялся очень поздно по российским меркам – 23 ноября. Раньше погодные условия не позволяли проводить кольцевые гонки в последних числах осени, но в 2014 году на юге страны появился новый автодром в пригороде Сочи. Здесь температура позволила зрителям увидеть финал третьего сезона «Формулы-Россия». Но трасса показала свой характер уже в тренировках, когда Юрий Лобода повредил свою подвеску об ограждение трассы. В первой гонке Станислав Бурмистров, стартовав вторым, пропустил вперёд нескольких человек на старте и бросился отыгрывать потерянные позиции. В одном из поворотов он не смог вовремя затормозить и сзади врезался в автомобиль Юрия Григоренко. Юрий сошёл, а Станислав проехал по трассе ещё один полный круг со сломанным передним антикрылом, пока не свернул в боксы для ремонта. Там уже находился Юрий Григоренко, между гонщиками прошла небольшая стычка, но в итоге механики команды разрядили обстановку, а Станислав вернулся в гонку, правда, уже не мог претендовать на высокие позиции. Победу в заезде одержал Михаил Лобода, он же первенствовал и во втором заезде и в итоге стал Чемпионом 2014 года серии «Формула-Россия».